# ۱۲۷۱ (میلادی)
۱۲۷۱ (میلادی) هزار و دویست و هفتاد و یکمین سال تقویم میلادی است.

## زادگان
- ۱۷ سپتامبر – ونتسل دوم پادشاه بوهم، نویسنده لهستانی (د. ۱۳۰۵)